# Garabed II de Zeytoun
Garabed ou Karapet II de Zeytoun ou d’Ulnia ou Ulnec‘i  (en arménien Կարապետ Բ Ուլնեցի ; mort le 9 octobre 1729) est Catholicos de l'Église apostolique arménienne de 1726 à 1729.

## Biographie
Garabed ou Karapet est originaire d’Ulnia (aussi appelée Zeïtoun). Son catholicossat correspond à la grande offensive militaire de l’Empire ottoman en Transcaucasie à la suite de l’effondrement de la puissance des Séfévides. Dans ce contexte, il est élu et consacré à Constantinople le 27 février 1726 et il ne rejoint Etchmiadzin qu’en 1728.
Bien que Garabed II n’ait été à la tête de l’Église apostolique arménienne que pendant seulement deux ans et demi, il laisse un souvenir significatif.
Le 2 avril 1727, lorsqu’il reçoit à Constantinople, conjointement avec le patriarche arménien de Constantinople Hovhannès IX de Bitlis dit Kolot (1715-1741), un évêque catholique, ils acceptent d’exclure désormais de la liturgie arménienne l’anathème traditionnel porté contre le 4e concile œcuménique de Chalcédoine. Les conseillers du pape Benoît XIII estiment toutefois cette concession insuffisante.
À Etchmiadzin, sur le plan artistique, Garabed II est à l’origine de l’exécution par le peintre Hakob Hovnatanyan en 1726-1729 d’une fresque située dans le bèm de l’église-cathédrale, représentant la Mère de Dieu et les douze apôtres.
Garabed II meurt à Etchmiadzin le 9 octobre 1729.